# Варлаам (Ільющенко)
Архієпископ Варлаам (в миру Ільющенко Олексій Тимофійович; рос. Ильющенко Алексей Тимофеевич; 13 травня 1929, село Пруска, Брянська губернія — 17 вересня 1990, Київ) — єпископ Російської православної церкви, архієпископ Дніпропетровський та Запорізький (Московського патріархату).

## Походження та навчання
Олексій Іллющенко народився в селі Пруска (нині — у Климовському районі Брянської області Російської Федерації) у благочестивій селянській родині.
У 1943 році він закінчив Пруську середню школу. Працював у рідному селі. З 1947 року почав працювати робітником міста Донецька. Відновлював зруйнований війною металургійний комбінат. Одночасно прислуговував у місцевому православному храмі, став іподияконом.
У 1949 році вступив до Київської духовної семінарії. А у 1953 році закінчив семінарію і почав працювати у канцелярії Екзарха України.

## Церковна служба

### Пресвітер та архімандрит
19 серпня 1954 року митрополитом Київським і Галицьким Іоанном (Соколовим) висвячений на диякона, а 21 вересня — на пресвітера. Пастирське служіння проходив у Києві та області.
У 1968 році Олексій Іллющенко був возведений у сан протоієрея і призначений настоятелем Вознесенської церкви, що знаходиться на Деміївці в Києві. Потім він виконував обов'язки керуючого справами, а з 1969 року — керуючим справами Українського Екзархату, а також благочинним церков Києва.
5 червня 1970 року митрополитом Філаретом (Денисенком) пострижений у чернецтво. 14 червня возведений у сан архімандрита і в тому ж році вступив на 1-й курс заочного сектора Московської духовної академії. У лютому 1972 року був призначений настоятелем Володимирського собору в Києві.

### Єпископ та архієпископ
11 жовтня 1972 року рішенням Священного Синоду призначений єпископом Переяслав-Хмельницьким, вікарієм Київської єпархії.
22 жовтня 1972 року у Володимирському кафедральному соборі Києва архімандрит Варлаам (Олексій Іллющенко) був хіротонізований на єпископа Переяслав-Хмельницького, вікарія Київської єпархії. Хіротонію здійснювали: митрополит Київський і Галицький, Екзарх України Філарет (Денисенко), архієпископи: Житомирський і Овруцький Палладій (Камінський), Івано-Франківський і Коломийський Йосиф (Савраш); єпископи: Полтавський і Кременчуцький Феодосій (Дикун), Чернівецький і Буковинський Савва (Бабинець).
З 18 квітня по 31 травня 1973 року він тимчасово керував Чернігівською та Сумською єпархіями. 
18 березня 1977 року був призначений єпископом Чернівецьким і Буковинським. 
У 1984 році з паломницькою групою Руської Православної Церкви відвідав Афон до дня святого великомученика Пантелеймона.
З 31 грудня 1986 року призначений єпископом Волинським та Рівненським. 
2 вересня 1987 року був возведений у сан архієпископа.
19 лютого 1990 року призначений єпископом Сімферопольським і Кримським, тимчасово керуючим Дніпропетровською єпархією. 
20 липня 1990 року призначений архієпископом Дніпропетровським та Запорізьким.
Помер 17 вересня 1990 року в Києві. Похований біля Свято-Троїцького собору м. Дніпропетровська.

## Смерть
Помер Олексій Іллющенко 17 вересня 1990 року в Києві. Похований на території Троїцького собору Дніпропетровська.

## Праці
- Єпископ Никон (Лисенко): Некролог // ЖМП. 1972, № 7, с. 23.
- Мова при нареченні у єпископа Переяслав-Хмельницького 21 жовтня 1972 року. ЖМП. 1973, № 1, с. 13-15.
- «900-річчя з дня блаженної кончини прп. Антонія Печерського» // ЖМП. 1973. № 10. C. 20;
- «Архієпископ Варлаам (Борисевич)»: (Некролог). ЖМП. 1975, № 8, с. 35-36.
- «Паломництво на Святий Афон» // ЖМП. 1985, № 1, с. 14.